# 高瀬智章
高瀬 智章（たかせ ともあき）は、日本の男性アニメーター、キャラクターデザイナー。

## 来歴
XEBECに入社後、2008年『今日の5の2』で原画デビュー。その後フリーランスとなり、2010年には『WORKING!!』の第2話「伊波、男性恐怖症。だって怖いんだもん…」にて初作画監督を務める。
2012年には、東映アニメーション『虹色ほたる 〜永遠の夏休み〜』や細田守監督『おおかみこどもの雨と雪』といった劇場作品にも原画として参加。
2015年『冴えない彼女の育てかた』にて、自身初となるキャラクターデザインを手がけた。

## 主な参加作品

### テレビアニメ
2008年
- Mnemosyne-ムネモシュネの娘たち- - 動画
- To LOVEる -とらぶる- - 動画
- 今日の5の2 - 原画（6話・12話）、第二原画（1話）

2009年
- PandoraHearts - 原画（OP・1話・7話・13話）

2010年
- おおきく振りかぶって 〜夏の大会編〜 - 第二原画（OP・8話）
- WORKING!! - 作画監督（2話・3話・13話）、原画（OP・13話）、第二原画（1話）
- 化物語 - 原画（15話）
- 黒執事II - 原画（OP2・4話・7話・10話・12話）
- 世紀末オカルト学院 - 原画（1話・8話）

2011年
- WORKING'!! - 作画監督（2話・8話）、原画（OP）、第二原画（4話）

2012年
- マギ The labyrinth of magic - 原画（OP1）
- ソードアート・オンライン - 原画（ED2）

2013年
- ビビッドレッド・オペレーション - キーアニメーター、作画監督（8話）、原画（OP・2話・8話・変身アニメーション）
- げんしけん 二代目 - 原画（OP・1話）
- 夜桜四重奏 〜ハナノウタ〜 - 演出/作画監督/原画（12話）、第二原画（13話）

2014年
- スペース☆ダンディ - 原画（2話）
- Wake Up, Girls! - 原画（OP）、第二原画（1話）
- 世界征服〜謀略のズヴィズダー〜 - 原画（10話）
- マケン姫っ!通 - 原画（10話）
- マジンボーン - 原画（1話）
- 四月は君の嘘 - 原画（2話）

2015年
- 冴えない彼女の育てかた - キャラクターデザイン、総作画監督、作画監督（OP・0話）、原画（0話・1話）
- WORKING!!! - 総作画監督補佐（8話）、原画（OP）

2016年
- Occultic;Nine -オカルティック・ナイン- - キャラクターデザイン、総作画監督、作画監督（OP・ED・1話）、原画（1話）、第二原画（4話・5話）、エンドカード（1話）

2017年
- 冴えない彼女の育てかた♭ - キャラクターデザイン、総作画監督、作画監督（OP）

2019年
- Fate/Grand Order -絶対魔獣戦線バビロニア- - キャラクターデザイン、総作画監督、作画監督

### 劇場アニメ
2012年
- 虹色ほたる 〜永遠の夏休み〜 - 原画
- おおかみこどもの雨と雪 - 原画

2013年
- ハル - 第二原画

2014年
- THE IDOLM@STER MOVIE 輝きの向こう側へ! - 第二原画

2015年
- BORUTO -NARUTO THE MOVIE- - 原画

2019年
- 冴えない彼女の育てかた Fine - キャラクターデザイン

2021年
- Fate/Grand Order -冠位時間神殿ソロモン- - キャラクターデザイン

### OVA
- かのこん 〜真夏の大謝肉祭〜 （2009年） - 原画
- To LOVEる -とらぶる- OVA （2009年） - 原画（OP・1話・2話・4話）
- 聖☆おにいさん （2012年） - 原画（1話）
- 夜桜四重奏 〜ツキニナク〜 （2013年） - 原画（OP・1話）

### Webアニメ
- 日本アニメ（ーター）見本市『ザ・ウルトラマン』 （2015年） - 原画

### ゲーム
- アイドルマスター　シャイニーフェスタ （2012年） - 原画